# Comuna del Campo
La Comuna del Campo reunió a diversos municipios catalanes desde 1274 hasta su abolición con los decretos de Nueva Planta. Surgió por la comunidad de intereses de los diferentes pueblos de la señoría eclesiástica del arzobispado de Tarragona. Llegó a reunir hasta 112 municipios del Campo de Tarragona (que hoy corresponde a la comarcas del Tarragonés, Alto Campo y Bajo Campo). 

## Historia
La primera reunión tuvo lugar en 1274 en posición a los derechos reales sobre las comunas que ejercía el veguer del rey. En 1288 los pueblos se sublevaron, alegando que eran vasallos del arzobispo y no del rey. En 1292 y 1296 se produjeron otras revueltas que terminaron con concesiones reales.
La Comuna se fundó formalmente en 1305 contra el arzobispo Rodrigo de Tello que pretendía que los pueblos pagaran 2/5 partes del coste de la reconstrucción de las murallas de Tarragona. Se estableció como lugar de reunión La Selva del Campo.
En 1322 el rey otorgó diversos privilegios a la comuna ya que le servía como contrapoder del arzobispo. En 1330, el infante Juan de Aragón, arzobispo de Tarragona, reconocía la comuna. El rey Juan I confirmó los derechos de la misma en 1388. Martín I amplió estos derechos en 1399. Los privilegios fueron recopilados por Berenguer Montserrat en 1499.
Desde 1355 las reuniones fueron frecuentes y la Comuna participó como entidad en diversas guerras. En 1374 intervino en el pleito entre el rey y el arzobispo Pere de Clasquerí, en favor del último, con desastres en Vilabella y Vilafortuny (hoy Cambrils). El rey trató de establecer su única señoría sobre las tierras de la Comuna, pero los pueblos se opusieron. En 1393 la Comuna compró el perdón real.
En 1413, la Comuna no quería oponerse a Jaime II de Urgel contraviniendo las órdenes reales (Constitución Princeps Manque del 3 de octubre de 1413). Más tarde, en junio de 1462, la Comuna se declaró contraria al rey, bajo la dirección de Cosme de Montserrat, obispo de Vich, librándose así de la jurisdicción real y del arzobispo; en septiembre de ese mismo año, las fuerzas reales deshicieron la comuna que quedó ocupada y sometida al arzobispo.
Durante el siglo XV los pueblos de la costa sufrieron los ataques de los piratas musulmanes, iniciadas ya en el siglo XV. En 1527 se construyó la Torre Vieja de Salou, aún existente, y, para terminar de complicar la situación, en 1529 la peste asoló la comarca. El pirata Barbarroja desembarcó en Salou en 1550. Los ataques corsarios continuaron durante el siglo XVI y principios del siglo XVII.
En el siglo XVI, la Comuna impulsó la construcción de cominos y puentes, que condujo a una mejora notable de la situación hasta 1591 cuando llegó una nueva epidemia de peste.
En 1640 la Comuna se puso de parte de la Generalidad y sus gentes defendieron el puerto de Balaguer contra las tropas castellanas. Derrotados, se retiraron a Cambrils que fue capturada por los castellanos el 15 de diciembre de 1640. Poco después, el 24 de diciembre, caía Tarragona. Derrotados los castellanos, Tarragona fue asediada por los franceses, aliados de los catalanes. Tanto franceses como castellanos se comportaron como fuerzas de ocupación por lo que no fueron bien recibidos por parte de la Comuna. Aunque en 1647 casi todos los pueblos juraron fidelidad al rey francés, en 1651 quedaron sometidos por los castellanos.
En 1705 la Comuna se declaró en favor del archiduque Carlos. Franceses y castellanos ocuparon la zona en 1708 pero en 1710 regresó el bando del archiduque en un acuerdo que terminó siendo de hecho el último firmado por la Comuna.
Aunque fue abolida por los decretos de Nueva Planta en 1716, la Comuna del Campo mantuvo la resistencia activa contra el nuevo rey hasta 1719, bajo la dirección de Pere Joan Barceló.
- Datos: Q8348930